# T.D. Jakes
Thomas Dexter Jakes senior - protestancki biskup, amerykański teleewangelista, autor chrześcijańskich bestsellerów, pastor zboru „Potter’s House” – afrykańsko-amerykańskiego megakościoła bezdenominacyjnego w Dallas, w Teksasie.
Oprócz posługi ewangelizacyjnej za pośrednictwem telewizji, opieki duszpasterskiej nad zborem, pastor T. D. organizuje coroczne spotkania przebudzeniowe „MegaFest”, w których uczestniczy ok. 100 tysięcy osób, a także konferencję dla kobiet i nagrania muzyki Gospel.
Pastor Jakes założył megakościół „Potter’s House” (Dom Garncarza) w 1994 r. Obecnie zbór ten liczy ponad 30 tysięcy członków.
Żoną pastora jest Serita Ann Jakes, z którą T. D. ma pięcioro dzieci: Jamar, Jermaine, Corę, Sarah i Thomasa Jakes’a Jr.